# Leptomenes exiguus
Leptomenes exiguus är en stekelart som först beskrevs av Henri Saussure.  Leptomenes exiguus ingår i släktet Leptomenes och familjen Eumenidae. Inga underarter finns listade i Catalogue of Life.